# Aéroport de Bor
L'aéroport de Bor est le principal aéroport de la ville éponyme en Serbie.